# Remada unilateral

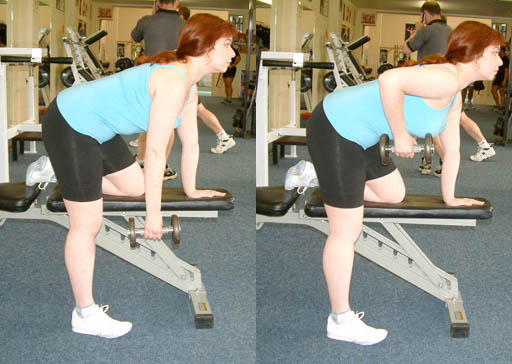

A remada unilateral, puxada horizontal ou serrote é um exercício de treinamento com pesos que trabalha os músculos das costas e braço.

### Execução correta da remada unilateral com halter
Para realizar este movimento de forma adequada, é fundamental posicionar o corpo horizontalmente sobre um banco plano, conforme explica Muriel:
1. Apoie um dos joelhos sobre a borda do banco e mantenha o tronco paralelo ao chão.
2. Utilize uma das mãos como suporte no banco, enquanto a perna livre permanece plantada ao lado do equipamento para garantir estabilidade corporal.
3. Com a mão disponível, segure o halter posicionado ao lado do banco e execute o movimento ascendente, conduzindo o peso em direção à região abdominal.
4. Quando o halter aproximar-se do corpo, faça uma breve pausa e inicie o movimento descendente até que o braço retorne à posição completamente estendida.
5. Concentre-se em ativar primordialmente a musculatura das costas para tracionar a carga, evitando compensar excessivamente com a flexão do braço.